# 1679
1679 је била проста година.

## Догађаји

### Јануар
- 8. јануар — Француски истраживач Робер Кавелије де ла Сал открио је Нијагарине водопаде.

### Јун
- 29. јун — Сенжерменски мир